# Семеняка Людмила Іванівна
Семеняка Людмила Іванівна (16 січня 1952, Ленінград) — російська балерина, Народна артистка СРСР (1986), лауреат Державної премії СРСР (1977), лауреат премії Анни Павлової Паризької академії танцю.

## Біографія
Народилася у Ленінграді. Батько Семеняка Іван Якович працював гравером у видавництві «Правда». Мати Марія Митрофанівна Семеняка — апаратниця хімічної лабораторії.
У 10 років вступила в Ленінградське хореографічне училище імені Агріппіни Ваганової, в 12 років дебютувала на сцені Театру опери та балету імені Кірова (нині Маріїнський театр) у сольній партії маленької Марі в балеті «Лускунчик».
З 1970 по 1972 роки працювала в Ленінградському Театрі опери та балету імені Кірова. Продовжувала займатися під керівництвом Ірини Колпакової. У 1972 році Юрій Григорович запросив її у Великий театр. У тому ж році артистка успішно дебютувала у виставі Великого театру «Лебедине озеро». Її наставником стала легендарна Галина Уланова, що здійснила значний вплив на творчість балерини.
У Великому театрі виступала до 1990 року, виконавши центральні партії в багатьох балетах. За роль Валентини в балеті «Ангара» Людмила Семеняка удостоєна Державної премії СРСР (1976). У тому ж році вона завойовує І премію і золоту медаль І Міжнародного конкурсу артистів балету в Токіо, а в Парижі Серж Лифар вручає їй премію імені Анни Павлової Паризької академії танцю. У 1986 році їй присуджують звання Народної артистки СРСР. Того ж року Людмила Семеняка отримує в Лондоні престижну премію англійську «Вечірній Стандарт» за найкращі досягнення в області хореографічного мистецтва.
У 1990—1991 роках балерина працювала за контрактом у трупі Англійського національного балету. У 1992 Людмила Семеняка з великим успіхом танцювала в «театрі Колон» в Аргентині. У 1999 році дебютувала як балетмейстер-постановник, підготувавши для свого сольного виступу номер «З ролі в роль» на музику Моцарта. З 2002 року Людмила Семеняка — педагог-репетитор Великого театру. Вона — член журі багатьох міжнародних конкурсів артистів балету. У 2008 році стала володаркою призу «Душа танцю» (номінація «Метр танцю»), щорічно присуджується журналом «Балет».
Живе і працює в Москві. Виховує сина. Чоловіком Людмили Семеняки був радянський і російський хореограф і балетмейстер, народний артист СРСР, Михайло Лавровський.

### Фільмографія
За участю Людмили Семеняки зняті фільми-балети: «Танцює Людмила Семеняка», "" балерина Великого, «Монолог балерини», «Запрошує Людмила Семеняка», «Раймонда», «Спартак», «Кам'яна квітка», «Лускунчик», «Світ Уланової» та інші.